# San Lucas Xochimanca
San Lucas Xochimanca es uno de los 14 pueblos pertenecientes a la Alcaldía Xochimilco en Ciudad de México. Colinda con San Mateo Xalpa, San Lorenzo Atemoaya, San Andrés Ahuayucan, Santiago Tepalcatlalpan y el barrio de Xaltocan. El nombre Xochimanca significa Lugar donde se ofrecen las flores o también: Donde se ofrecen las flores.

## Festividades
Dentro de las festividades típicas del pueblo están la veneración  a San Lucas Evangelista el 18 de octubre con danzas tradicionales, ferias y eventos sociales durante una semana de festividad.
El 4 de julio se festeja al Divino Cristo de la Piedra que fue encontrado en 1908.  Es una piedra de gran tamaño con un Cristo al centro. El 3 de mayo se venera a la Santa Cruz, dentro de los preparativos se celebra adornando una gran cruz que está situada en el cerro del pueblo.
Dentro de estas celebraciones se realiza la Feria de la Cuatatapa que es el platillo típico de la región. En 2011 se inició el Festival Cultural el 14 de agosto y de nuevo el 10 de diciembre con música, teatro y diversas actividades.
El festival Cultural por parte del colectivo Identidad, Cultura y Tolerancia se celebra cada año con bandas y expositores artísticos.